# Errevet
Errevet ist eine französische Gemeinde mit 258 Einwohnern (Stand: 1. Januar 2022) im Département Haute-Saône in der Region Bourgogne-Franche-Comté. Sie gehört zum Arrondissement Lure und ist Mitglied im Gemeindeverband Communauté de communes Rahin et Chérimont. Die Einwohner werden Errevetois und Errevetoises genannt.

## Geographie
Errevet liegt auf einer Höhe von 386 m über dem Meeresspiegel, etwa neun Kilometer nordwestlich der Stadt Belfort (Luftlinie). Das Dorf erstreckt sich im südlichen Vorland der Vogesen, in der leicht gewellten Landschaft am westlichen Rand des Beckens von Giromagny, am Savoyard, einem Quellbach der Lizaine. Es liegt im Regionalen Naturpark Ballons des Vosges.
Die Fläche des 3,28 km² großen Gemeindegebiets umfasst einen Abschnitt im südlichen Vogesenvorland. Der Hauptteil des Gebietes wird von der leicht gewellten Landschaft eingenommen, die durchschnittlich auf 380 m liegt. Sie wird von den Quellbächen der Lizaine nach Südwesten entwässert. In Mulden- und Tallagen befinden sich verschiedene Weiher, die einst für die Fischzucht angelegt wurden. Die Fläche wird überwiegend landwirtschaftlich genutzt, doch gibt es auch einige kleinere Waldgebiete. Nach Norden erstreckt sich das Gemeindeareal den bewaldeten Mont Vieilley hinauf, der zum hügeligen Bois de Lachapelle überleitet. Hier wird mit 511 m die höchste Erhebung von Errevet erreicht. Auf dem Gemeindegebiet herrscht roter Sandstein aus dem Perm vor.
Nachbargemeinden von Errevet sind Lachapelle-sous-Chaux im Norden, Évette-Salbert im Osten, Frahier-et-Chatebier im Süden sowie Plancher-Bas im Westen.

## Geschichte
Erstmals urkundlich erwähnt wird Errevet 1394 unter dem Namen Les Revets. Im Mittelalter gehörte das Dorf der Abtei Lure, welche der Bevölkerung 1552 gewisse Freiheitsrechte gewährte.

## Bevölkerung
| Jahr                       | 1962 | 1968 | 1975 | 1982 | 1990 | 1999 | 2007 | 2017 |
| -------------------------- | ---- | ---- | ---- | ---- | ---- | ---- | ---- | ---- |
| Einwohner                  | 100  | 101  | 98   | 163  | 228  | 227  | 240  | 248  |
| Quellen: Cassini und INSEE |      |      |      |      |      |      |      |      |

Mit 258 Einwohnern (1. Januar 2022) gehört Errevet zu den kleinen Gemeinden des Départements Haute-Saône. Nachdem die Einwohnerzahl in der ersten Hälfte des 20. Jahrhunderts deutlich abgenommen hatte (1886 wurden noch 225 Personen gezählt), wurde von 1975 bis 1990 wieder ein kräftiges Bevölkerungswachstum verzeichnet.

## Sehenswürdigkeiten
Die Kapelle von Errevet wurde 1830 erbaut und besitzt einen barocken Altar.

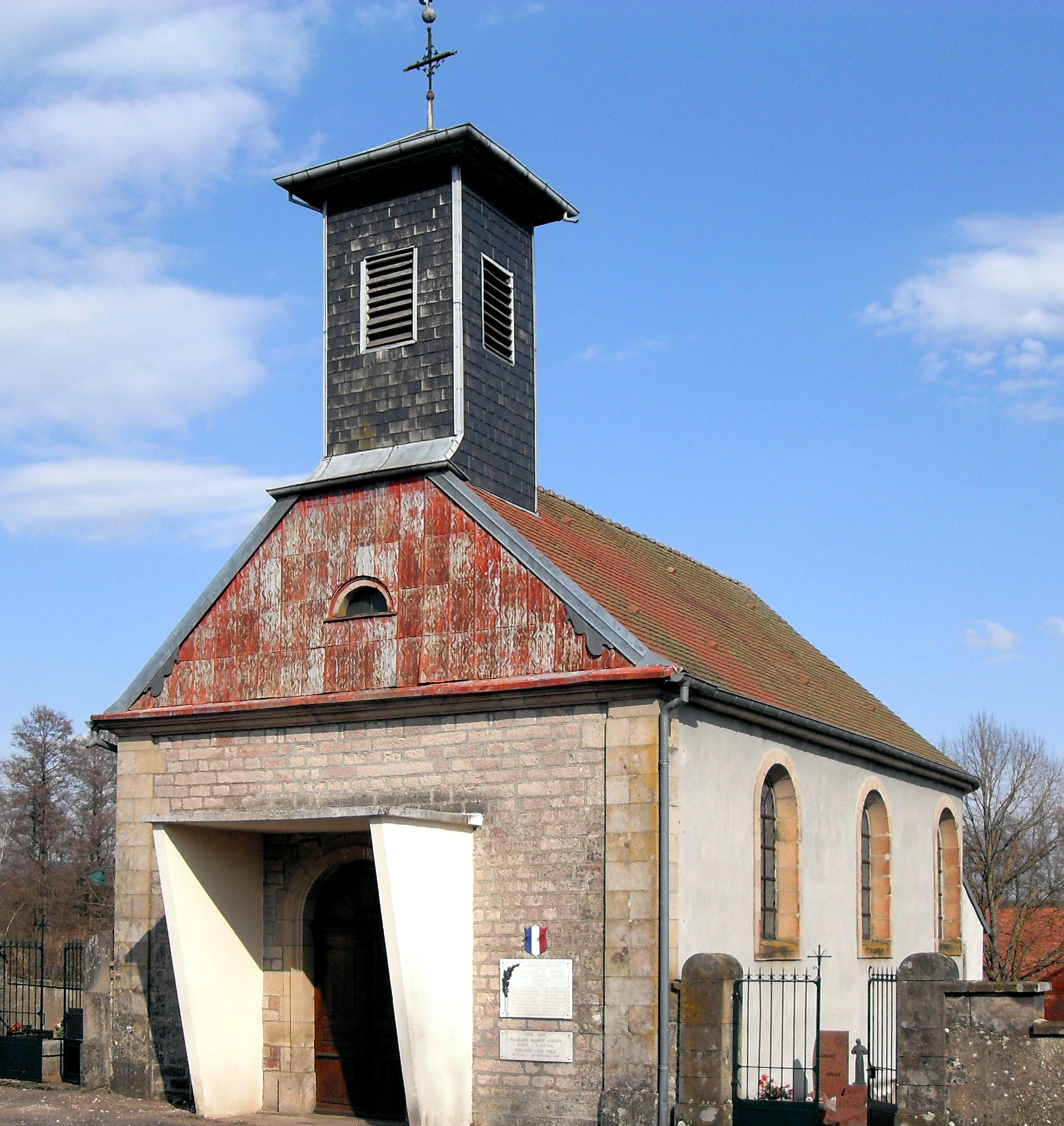
Kapelle von Errevet

## Wirtschaft und Infrastruktur
Errevet war bis weit ins 20. Jahrhundert hinein ein vorwiegend durch die Landwirtschaft (Ackerbau, Obstbau und Viehzucht) und die Fischzucht geprägtes Dorf. Daneben gibt es heute einige Betriebe des lokalen Kleingewerbes. Mittlerweile hat sich das Dorf auch zu einer Wohngemeinde gewandelt. Viele Erwerbstätige sind deshalb Wegpendler, die in den größeren Ortschaften der Umgebung und im Agglomerationsraum Belfort-Montbéliard ihrer Arbeit nachgehen.
Die Ortschaft liegt abseits der größeren Durchgangsachsen an einer Departementsstraße, die von Frahier-et-Chatebier nach Évette-Salbert führt. Der nächste Anschluss an die Autobahn A36 befindet sich in einer Entfernung von ungefähr elf Kilometern. Eine weitere Straßenverbindung besteht mit Champagney. Nördlich des Dorfes verläuft die Eisenbahnlinie von Belfort nach Vesoul, doch gibt es hier keinen Bahnhof.